# UTMB World Series
Navigation
- 2022
- 2023
- 2024

Compétition précédente
L'UTMB World Series est une compétition internationale d'ultra-trail fondée en 2021 par le groupe Ultra-Trail du Mont-Blanc et dont la première édition a lieu en 2022. Elle regroupe aujourd'hui un circuit mondial de 26 courses d'ultra-trail réparties dans 16 pays.
Elle succède à l'Ultra-Trail World Tour.
C'est une compétition de trail, au même titre que la Golden Trail World Series ou les Skyrunner World Series. Elle est cependant réservé à la discipline de l'ultra-trail.

## Historique
À la suite du rachat de la franchise Ultra-Trail World Tour par l'UTMB, une nouvelle compétition d'ultra-Trail est née : UTMB World Series. Le nouveau format de compétition est créé 2022 en partenariat avec l'organisation Ironman pour aider au développement international.

## Règlement
L'UTMB World Series est composé de 4 niveaux : UTMB World Series Qualifiers, UTMB World Series Events, UTMB World Series Majors et UTMB World Series Finals. Chacun de ces niveaux permettent d'avoir des places pour les niveaux supérieurs ou de participer au dernier niveau grâce à un système de "Running stones".
Chaque niveau comprend des catégories de distance différentes qui donnent des "Running stones" à cumuler pour les 'finishers' en fonction de la distance :
| Nom de la catégorie | Distance                          | Running Stones gagnées en UTMB World Series Events | Running Stones gagnées en UTMB World Series Majors |
| ------------------- | --------------------------------- | -------------------------------------------------- | -------------------------------------------------- |
| 100M                | Plus de 160 km (Plus de 100 mile) | 4                                                  | 8                                                  |
| 100K                | Entre 100 et 160 km               | 3                                                  | 6                                                  |
| 50K                 | Entre 50 et 100 km                | 2                                                  | 4                                                  |
| 20K                 | Entre 20 et 50 km                 | 1                                                  | 2                                                  |

Pour les élites, les 3 premiers hommes et femmes des courses UTMB World Series Events et les 10 premiers des courses UTMB World Series Majors sont qualifiés pour l'édition suivante des UTMB World Series Finals,.

### UTMB World Series Qualifiers
Cette catégories regroupe des milliers de courses d'ultra-trail à travers le monde. Terminer une de ces courses permet d'accéder plus facilement aux courses de la catégorie 'UTMB World Series Events', mais ne permet pas de gagner des "Running stones", et donc de rentrer dans le tirage au sort pour participer aux courses de l'UTMB World Series Finales, qui comprend par exemple l'Ultra-Trail du Mont Blanc.

### UTMB World Series Events
Une trentaine de course dans le monde font partie de cette catégorie. Terminer une course de cette catégorie permet de gagner des "Running stones" en fonction de la distance de course. Celles-ci sont à cumuler pour avoir accès aux tirages au sort pour les courses du 'UTMB World Series Finals'.

### UTMB World Series Majors
Il s'agit de trois finales continentales : Une en Europe, une en Amérique et une en Asie/Océanie. Elles permettent de gagner le double de "Running stones" pour un tirage au sort pour les 'UTMB World Series Finales', en fonction de la distance de course.

### UTMB World Series Finals
Pour accéder au finales, il faut détenir un UTMB Index valide et d'au moins 1 'Running Stone' récupérée dans les catégories inférieures au cours des deux années précédentes. Il s'agit ensuite d'un tirage au sort, sauf pour les coureurs qualifiés grâce une victoire sur une course du circuit UTMB World Series ainsi que des coureurs prioritaires.
En 2023, les UTMB World Series Finals se composent de 3 courses : 
- La Orsières-Champex-Chamonix (OCC), où il est nécessaire d'avoir un UTMB Index dans les catégories 20K, 50K, 100K ou 100M.
- La Courmayeur-Champex-Chamonix (CCC), où il est nécessaire d'avoir un UTMB Index dans les catégories 50K, 100K ou 100M.
- l'Ultra-Trail du Mont Blanc (UTMB), où il est nécessaire d'avoir un UTMB Index dans les catégories 100K ou 100M[2].

### UTMB Index
L'UTMB index est un index permettant d'évaluer le niveau de performance des coureurs au niveau mondial. Il est calculé en fonction des résultats sur les courses UTMB World Series.